# Tabanus dolini
Tabanus dolini  (лат.) — вид слепней из рода Tabanus. Описан в 1986 году П. П. Иванищуком и назван в честь украинского энтомолога Владимира Гдальевича Долина. 

## Описание
Глаза голые. Нижняя лобная мозоль квадратная слабовыпуклая. средняя лобная мозоль клиновидная, расщеплена на верхнем конце. Усик жёлто-коричневые, на вершине затемнены. Крылья прозрачные. Жилки жёлто-коричневые. Четвёртая радиальная жилка без придатка. Нотоплевры светло-коричневые. Тергиты брюшка с тремя пятнами. Центральное пятно — серое треугольное, боковые  жёлто-коричневые ромбовидные. Эти пятна на брюшке образуют характерный рисунок. Восьмой стернит брюшка покрыт многоичсленными щетинками. Церки сплюснуты.

## Систематика
Наиболее близким к этому виду является Tabanus bromius, однако у этого вида хромосомный набор состоит из 10 хромосом, а у Tabanus dolini. Первые три пары хромосом относятся к метацентрическим.  Хромосомы четвёртой пары являются субметацентрическими. Последние две пары хромосом — акроцентрические. Кроме этого данные виды отличаются деталями строения копулятивного аппарата самки.

## Распространение
Описан по самкам, выведенным из личинок, которые были обнаружены у уреза воды горной реки Кошкарчай около поселка. Баян в Азербайджанской ССР в 1984 году . 